# Carex brachyanthera
Espèce
Classification phylogénétique
Carex brachyanthera est une espèce de plantes du genre Carex et de la famille des Cyperaceae.